# Barney Ewell
Barney Ewell (Estados Unidos, 25 de febrero de 1918-4 de abril de 1996), también llamado Norwood Ewell, fue un atleta estadounidense, especialista en la prueba de 4 x 100 m en la que llegó a ser campeón olímpico en 1948.

## Carrera deportiva
En los JJ. OO. de Londres 1948 ganó la medalla de oro en los relevos 4 x 100 metros, con un tiempo de 40.6 segundos, llegando a meta por delante de Reino Unido (plata) e Italia (bronce), siendo sus compañeros de equipo: Lorenzo Wright, Harrison Dillard y Mel Patton.
También ganó dos medallas de plata: en 100 metros —con un tiempo de 10.4 segundos llegando a meta tras su compatriota Harrison Dillard— y en 200 metros, con un tiempo de 21.1 s, de nuevo tras un estadounidense Mel Patton.